# Eastman (Quebec)
Eastman es un municipio canadiense situado en la provincia de Quebec.

## Superficie
Eastman tiene una superficie de 73,57 km².

## Demografía
En 2021, tenía 2279 habitantes, una densidad poblacional de 31 hab./km², y 1548 viviendas.